# Alberto Ancilotto
Alberto Ancilotto (fälschlicherweise auch: Ancillotto, * 1903 in Treviso; † 23. Dezember 1971 in Maserada sul Piave, Provinz Treviso) war ein italienischer Kurzfilmregisseur.

## Leben
Ancilotto entstammt einer adligen Familie und zog nach seiner 1931 erfolgten Hochzeit mit Maria Teresa Catemario Di Quadri nach Crocetta del Monetello. Nachdem er sich schon seit 1935 mit Fotografie beschäftigt hatte, drehte er, schon immer großer Tierliebhaber, ab 1940 hauptsächlich wissenschaftliche Kurzfilme über diverse Tierarten. Sein Film Epeira diadema über eine Gartenspinne wurde 1952 für den Oscar als bester kurzer Dokumentarfilm nominiert. 
1957 drehte er seinen einzigen Spielfilm, L'incanto della foresta, an dessen Drehbuch auch Pasquale Festa Campanile und Massimo Franciosa mitwirkten, und der einen der Höhepunkte seiner Zusammenarbeit mit dem Dokumentaristen Fernando Armati darstellt. Ancilotto selbst bediente auch die Kamera. Sein Kurzfilm I ditteri erhielt 1959 bei den Filmfestspielen von Berlin eine lobende Erwähnung. Fast alle seine in der Region um Montello und die Piave entstandenen Filme wurden von der Rai und der BBC gezeigt.

## Filmografie
- 1952: The Garden Spider (Epeira diadema, Dokumentarfilm)
- 1957: Der verzauberte Wald (L'incanto della foresta)
- 1959: Zweiflügler (I ditteri, Dokumentarfilm)